# Copelatus striolatus
Copelatus striolatus är en skalbaggsart som beskrevs av Peschet 1917. Copelatus striolatus ingår i släktet Copelatus och familjen dykare. Inga underarter finns listade i Catalogue of Life.